# فرنسيس إل. سامبسون
فرنسيس إل. سامبسون (بالإنجليزية: Francis L. Sampson)‏ هو كاهن كاثوليكي أمريكي، ولد في 29 فبراير 1912 في شيروكي في الولايات المتحدة، وتوفي في 28 يناير 1996 في سو فولز في الولايات المتحدة.